# Tendola
Tendola è una frazione del comune di Fosdinovo, nella provincia di Massa-Carrara.

## Geografia fisica

### Territorio
Si trova a nord del capoluogo comunale, alle spalle del monte di Fosdinovo, a 360 metri sul livello del mare, lungo la strada che dal capoluogo di comune porta dapprima a San Terenzo Monti e Ceserano, per poi arrivare a Fivizzano o ad Aulla (un tempo, strada militare Modenese).

### Clima
Dati:https://www.sir.toscana.it/
| Tendola            | Gen  | Feb  | Mar  | Apr  | Mag  | Giu  | Lug  | Ago  | Set  | Ott  | Nov  | Dic  |
| ------------------ | ---- | ---- | ---- | ---- | ---- | ---- | ---- | ---- | ---- | ---- | ---- | ---- |
| T. max. media (°C) | 10,2 | 11,0 | 13,9 | 17,2 | 20,9 | 24,3 | 27,1 | 26,9 | 23,8 | 19,5 | 15,0 | 11,1 |
| T. min. media (°C) | 4,2  | 4,7  | 6,6  | 9,3  | 12,1 | 14,7 | 17,0 | 17,3 | 14,2 | 10,9 | 7,7  | 5,1  |

## Storia
Il toponimo sembra derivare da "tenda", anche se la ragione è incerta: forse perché qua i pastori spesso pernottavano in tende con il gregge o forse perché la "tenda" è il nome usato per indicare la trappola per catturare gli uccelli.
L'area tra Marciaso e Tendola ha grotte e ripari che possono essere state occupate come è documentato per aree limitrofe come la tecchia di Equi, con tracce dell'uomo di Neanderthal (Paleolitico Medio) o nelle vicine grotte della Gabellaccia (Comune di Carrara) per il Neolitico (fino al III millennio a.C).
È in una carta che trattava di confini e pascoli fra Giucano e Falcinello e risalente al 1201 che per la prima volta viene menzionata Tendola. È citata per la prima volta nel Codice Pelavicino nel 1231, anche se già nel 1189 era comparso Campotendoli.
Nel paese vi era un ospedale di epoca ignota, poiché è andato perduto il libro dell'amministrazione.
Nel 1317, Castruccio Castracani occupò vari feudi della Lunigiana, tra cui Fosdinovo e centri come Tendola, Giucano e Gragnola gli si sottomisero spontaneamente. Nel 1320, ad ogni modo, Spinetta Malaspina il Grande li riconquistò con l'aiuto di Cangrande I della Scala, ampliandosi anche sulla Lunigiana orientale, la Garfagnana e impadronendosi persino di Sarzana (dal 1334 al 1343, quando passò sotto il dominio pisano).[3] Da sempre Tendola fu sottoposta ai nobili di Fosdinovo, seguendo sempre il suo destino, fin da quando, nel 1340, Faytino e Bernochino del fu Bernochio, a nome dei nobili di Erberia, cedettero Fosdinovo e le ville di Tendola e Zucano (antico nome di Giucano) a Spinetta dei Malaspina di Verrucola, per saldare un debito di cinquecento fiorini d'oro contratto con lo stesso Spinetta.[4]
Tendola entrò dunque fin da subito a far parte del neonato Marchesato di Fosdinovo (1355), che nel 1359, alla morte di Gabriele Malaspina, venne spartito tra i fratelli di questi, Guglielmo e Galeotto Malaspina. In particolare, Tendola spettò al primo marchese di Fosdinovo Galeotto I Malaspina. Nel 1393, quando ci fu una nuova suddivisione del marchesato, Tendola rimase unita a Fosdinovo, spettando dunque a Spinetta II Malaspina, insieme ai centri di Marciaso, Giucano, Posterla, Colla, villa di Bardine inferiore, San Terenzo, Pompilio, Cecina, Castelnuovo, Vallecchia, Gorasco e altri villaggi minori. Da quel momento in poi, Tendola rimase sempre all'interno del Marchesato di Fosdinovo, fino al suo tramonto avvenuto nel 1797.
Con l'ascesa di Napoleone in Italia e la nascita della Repubblica Cisalpina, venne creata la Municipalità di Fosdinovo, a cui facevano capo ben ventuno comunità caratterizzate da un territorio prevalentemente montuoso. In riferimento alla composizione dei consiglieri suddivisi per comunità, Tendola poteva fregiarsi di 3 consiglieri sul totale di 132 complessivi.
Con l'art. 3 della costituzione approvata il 26 gennaio 1802 nei comizi nazionali di Lione, che diedero vita alla Repubblica Italiana, furono installate dal viceprefetto della Alpi Apuane nel marzo del 1803 nuove municipalità. In particolare, Tendola rimase unita a Fosdinovo, entrando nella Comune di seconda classe di Fosdinovo comprensiva anche di Carignano, Cortila, Giucano, Gragnola, Marciaso, Pian di Molino, Pieve di Viano, Ponzanello, Posterla e Pulica.
Un'ulteriore riorganizzazione amministrativa attuata nel 1804 determinò che in Lunigiana le Comuni fossero solo di terza classe, ossia con meno di 3.000 abitanti. Dallo smembramento della Municipalità di Fosdinovo si originò nel tempo anche la Comune di Tendola e Ponzanello, che esistette fino al 1811, anno in cui si costituì l'Impero francese.
Dopo la parentesi napoleonica, Tendola entrò, insieme a Fosdinovo, nell'orbita del Ducato di Modena e Reggio, sotto il cui dominio fu completata, nel 1822, la prima strada rotabile del fosdinovese, lunga circa otto miglia, che dal Portone di Caniparola giunge ancora oggi a Tendola passando per Fosdinovo.
Nel 1833 Tendola era un centro che contava 378 abitanti.
Nel 1905 fu creta la Società di Mutuo Soccorso di Tendola, unica ancora esistente nel territorio.
Il 15 luglio 1921 a Tendola fu ucciso a colpi di rivoltella Pietro "Gino" Procuranti, nazionalista e fascista, e, per rappresaglia, il giorno dopo due camion fascisti entrarono a Fosdinovo, terrorizzando la popolazione e devastando il circolo socialista, la casa del comune e di altri simpatizzanti dei sovversivi, tra cui il parroco.
Una storia affascinante e allo stesso tempo triste è legata a Tendola. Tadao "Beanie" Hayashi era un soldato nippo-americano ucciso dai tedeschi a Tendola. Egli aveva un grande amico, Sadaichi Kubota, un altro soldato nippo-americano, che tornò a Tendola nel 2004. In quell'occasione egli celebrò un rito buddista per dare pace all'anima dell'amico, chiamandolo a gran voce come aveva fatto nei momenti terribili in cui era stato ucciso. In questo modo, anche lui ottenne la pace interiore e dopo due mesi, il tenente Sadaichi Kubota, reduce del 442° RCT "Nisei", esalò l'ultimo respiro nell'isola di Hilo (Hawaii, USA).

## Monumenti e luoghi d'interesse
- Chiesa parrocchiale dedicata a santa Caterina di Alessandria, tradizionalmente risalente al 1000. Oggi presenta un'architettura tardo-barocca, rivisitata in chiave ottocentesca.
- Chiesetta di San Rocco, situata nella parte alta del paese e caratterizzata dalla Madonnina che ne sovrasta il portale d'ingresso.

## Società

### Religione
Tendola è stata una delle quattordici Rettorie del vicariato foraneo di Fosdinovo della diocesi di Luni fin dal XVI secolo.
Tendola è sede della parrocchia di Santa Caterina martire della diocesi di Massa Carrara-Pontremoli. Dal settembre 2015, fa parte dell'unità pastorale di Fosdinovo, all'interno, dal marzo 2017, del Vicariato di Carrara (prima si trovava in quello di Aulla). I parrocchiani sono 265. La festa del Patrono Santa Caterina di Alessandria si festeggia con la solennità del 25 novembre.